# Ilario Antoniazzi
Ilario Antoniazzi (San Polo di Piave, 23 aprile 1948) è un arcivescovo cattolico italiano, dal 4 aprile 2024 arcivescovo emerito di Tunisi.

## Biografia

### Formazione e ministero sacerdotale
Ilario Antoniazzi è nato il 23 aprile 1948 a Rai, frazione di San Polo di Piave, provincia di Treviso e diocesi di Vittorio Veneto. All'età di dieci anni è entrato nell'Istituto missionario San Pio X di Oderzo e nel 1962 nel seminario del patriarcato di Gerusalemme dei Latini.
Ha ricevuto l'ordinazione sacerdotale il 24 giugno 1972, a Gerusalemme, per imposizione delle mani di Giacomo Giuseppe Beltritti, patriarca di Gerusalemme dei Latini; si è incardinato, ventiquattrenne, come presbitero dell'omonima sede patriarcale.
Dal 1972 al 1991 è stato prima vicario e poi parroco in Giordania.
Nel 1992 è stato inviato a studiare a Roma presso la Pontificia facoltà teologica Teresianum e nel 1995 ha conseguito la licenza in teologia spirituale.
Negli anni seguenti ha ricoperto il ruolo di parroco in alcune parrocchie del patriarcato di Gerusalemme, e dal 2011 ha ricoperto anche l'incarico di responsabile delle 44 scuole cattoliche del patriarcato che, complessivamente, contano circa 19.000 studenti cristiani, ebrei e musulmani in Palestina, Giordania e Israele.

### Ministero episcopale
Il 21 febbraio 2013 papa Benedetto XVI lo ha nominato, sessantaquattrenne, arcivescovo di Tunisi; è succeduto a Maroun Elias Nimeh Lahham, trasferito il 19 gennaio 2012 all'ufficio di vescovo ausiliare di Gerusalemme dei Latini ed alla sede titolare di Medaba. Ha ricevuto la consacrazione episcopale il 16 marzo seguente, presso la Basilica dell'Annunciazione a Nazareth, per imposizione delle mani di Fouad Twal, patriarca di Gerusalemme dei Latini, assistito dai co-consacranti vescovi ausiliari Lahham, suo predecessore, e Giacinto-Boulos Marcuzzo, vescovo titolare di Emmaus e suo concittadino. Ha preso possesso dell'arcidiocesi durante una cerimonia svoltasi presso la Cattedrale di San Vincenzo de' Paoli a Tunisi il 7 aprile seguente. Come suo motto episcopale ha scelto Turris fortissima nomen Domini, che tradotto vuol dire "Il nome del Signore è una forte torre" (Proverbi 18, 10).
Il prelato, che già come parroco aveva svolto il suo ministero pastorale tra i beduini della Giordania, prima, e tra i palestinesi della Galilea, poi, e parla correntemente anche l'arabo, ha sempre mantenuto cordiali rapporti con i musulmani.
Entrato a Tunisi nel momento di instabilità politica seguita alla cosiddetta rivoluzione dei Gelsomini, è stato invitato dal sindaco a non aiutare gli arabi perché avrebbe corso il rischio di essere accusato di proselitismo. Dopo poche settimane, però, il sindaco stesso è tornato da lui per chiedergli di riprendere gli aiuti.
In occasione degli attentati compiuti in Tunisia dai terroristi jihadisti, l'arcivescovo si è rivolto non solo ai cattolici ma a tutti i tunisini per la ricerca dell'unità e della pace, nell'ambito del dialogo interreligioso con musulmani ed ebrei.
Dal 7 marzo 2015 al 15 febbraio 2022 è stato vicepresidente della Conferenza episcopale regionale del Nordafrica.
Il 4 aprile 2024 papa Francesco ha accolto la sua rinuncia, presentata per raggiunti limiti di età, al governo pastorale dell'arcidiocesi di Tunisi; gli è succeduto Nicolas Pierre Jean Lhernould, fino ad allora vescovo di Costantina.

## Genealogia episcopale
La genealogia episcopale è:
- Cardinale Scipione Rebiba
- Cardinale Giulio Antonio Santori
- Cardinale Girolamo Bernerio O.P.
- Arcivescovo Galeazzo Sanvitale
- Cardinale Ludovico Ludovisi
- Cardinale Luigi Caetani
- Cardinale Ulderico Carpegna
- Cardinale Paluzzo Paluzzi Altieri degli Albertoni
- Papa Benedetto XIII
- Papa Benedetto XIV
- Papa Clemente XIII
- Cardinale Enrico Benedetto Stuart
- Papa Leone XII
- Cardinale Chiarissimo Falconieri Mellini
- Cardinale Camillo Di Pietro
- Cardinale Mieczysław Halka Ledóchowski
- Cardinale Jan Maurycy Paweł Puzyna de Kosielsko
- Arcivescovo Józef Bilczewski
- Arcivescovo Bolesław Twardowski
- Arcivescovo Eugeniusz Baziak
- Papa Giovanni Paolo II
- Patriarca Michel Sabbah
- Patriarca Fouad Twal
- Arcivescovo Ilario Antoniazzi